# Janka Żurba

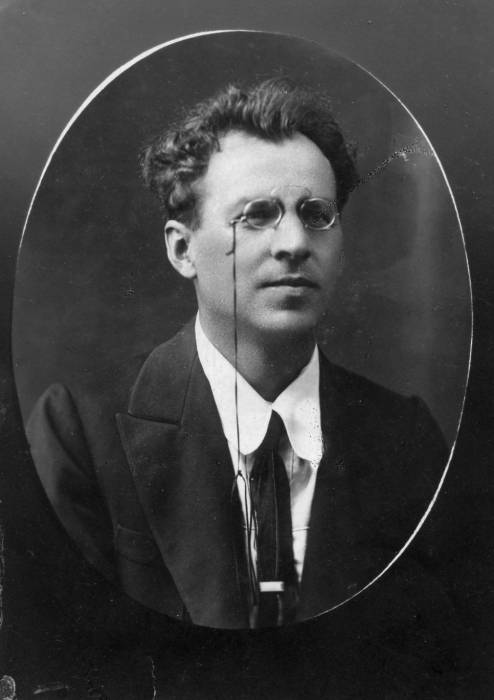

Janka Żurba (biał. Янка Журба, właściwie Iwan Iwaszyn Іван Якаўлевіч Івашын; ur. 18 (30 kwietnia) 1881 roku w Kupninie (obecnie w granicach Czaśników) – zm. 7 stycznia 1964 roku w Połocku) – białoruski nauczyciel i literat.

## Życiorys
Wychowywał się w wielodzietnej rodzinie chłopskiej. W 1898 roku podjął naukę w połockim seminarium nauczycielskim, które ukończył w 1902 roku. Przez kilka lat pracował w szkołach elementarnych. W 1906 roku podjął studia w głuchowskim instytucie nauczycielskim. Po jego ukończeniu w 1909 roku uczył w szkołach, pracował także jako inspektor oświatowy. W latach 1934–1937 pracował w Instytucie Językoznawstwa Akademii Nauk BSRR. Ostatnie lata życia spędził we wsi Słobada pod Połockiem i w samym Połocku.

## Twórczość
Od 1902 roku drukował artykuły w rosyjskojęzycznych gazetach. Pierwszy wiersz w języku białoruskim opublikował w 1909 roku w Naszej Niwie. W późniejszym okresie jego utwory drukowały jeszcze: Sawieckaja Biełaruś, Połymja i inne gazety. Pierwszy tom poezji, Zaranki, wydał w 1924 roku. W kolejnych latach wydał jeszcze 4 tomy poezji, a także wybór wierszy (1950). Był również autorem trzech tomików wierszy dla dzieci.
W 1930 roku przełożył na język białoruski powieść Fiodora Dostojewskiego Biedni ludzie.